# Bikkia tetrandra
Bikkia tetrandra är en måreväxtart som först beskrevs av Carl von Linné d.y., och fick sitt nu gällande namn av Achille Richard. Bikkia tetrandra ingår i släktet Bikkia och familjen måreväxter. Inga underarter finns listade i Catalogue of Life.